# Survivor Series 1997
Survivor Series 1997 è stata l'undicesima edizione dell'omonimo pay-per-view prodotto dalla World Wrestling Federation. L'evento si è svolto il 9 novembre 1997 al Molson Centre di Montréal (Canada).
Questa edizione è principalmente ricordata per il famigerato Screwjob di Montréal, ovvero il risultato del main event che vedeva l'allora WWF Champion Bret Hart difendere il titolo contro Shawn Michaels.

## Risultati
| N. | Risultati | Stipulazioni                                   | Durata |
| -- | --- | ---------------------------------------------- | ------ |
| 1  | The Godwinns (Henry Godwinn e Phineas Godwinn) e The New Age Outlaws (Billy Gunn e Road Dogg) hanno sconfitto The Headbangers (Mosh e Thrasher) e The New Blackjacks (Blackjack Windham e Blackjack Layfield) | Survivor Series Elimination match              | 15:25  |
| 2  | Truth Commission (Interrogator, Jackyl, Sniper e Recon) ha sconfitto Disciples of Apocalypse (Chainz, Crush, Skull e 8-Ball)                                                                                  | Survivor Series Elimination match              | 09:59  |
| 3  | Team Canada (British Bulldog, Doug Furnas, Jim Neidhart e Phil Lafon) ha sconfitto Team USA (Goldust, Marc Mero, Steve Blackman e Vader)                                                                      | Survivor Series Elimination match              | 17:05  |
| 4  | Kane (con Paul Bearer) ha sconfitto Mankind | Single match                                   | 09:27  |
| 5  | Ahmed Johnson, Ken Shamrock e The Legion of Doom (Animal e Hawk) hanno sconfitto Nation of Domination (D'Lo Brown, Faarooq, Kama Mustafa e The Rock)                                                          | Survivor Series Elimination match              | 20:28  |
| 6  | Steve Austin ha sconfitto Owen Hart (c) | Single match per Intercontinental Championship | 04:03  |
| 7  | Shawn Michaels ha sconfitto Bret Hart (c) | Single match per WWF Championship              | 12:19  |

### Survivor Series Elimination match

#### 1° match
| Ordine di eliminazione | Wrestler               | Eliminato da           | Metodo                 | Tempo                  |
| ---------------------- | ---------------------- | ---------------------- | ---------------------- | ---------------------- |
| 1                      | Henry O. Godwinn       | Blackjack Layfield     | Pinfall                | 3:52                   |
| 2                      | Blackjack Windham      | Phineas I. Godwinn     | Pinfall                | 5:14                   |
| 3                      | Mosh                   | Billy Gunn             | Pinfall                | 8:42                   |
| 4                      | Phineas I. Godwinn     | Thrasher               | Pinfall                | 12:38                  |
| 5                      | Bradshaw               | Road Dogg              | Pinfall                | 13:44                  |
| 6                      | Thrasher               | Billy Gunn             | Pinfall                | 15:25                  |
| Sopravvissuti:         | Road Dogg & Billy Gunn | Road Dogg & Billy Gunn | Road Dogg & Billy Gunn | Road Dogg & Billy Gunn |

#### 2° match
| Ordine di eliminazione | Wrestler         | Eliminato da     | Metodo           | Tempo            |
| ---------------------- | ---------------- | ---------------- | ---------------- | ---------------- |
| 1                      | Chainz           | The Interrogator | Pinfall          | 1:18             |
| 2                      | The Jackyl       | 8-Ball           | Pinfall          | 2:50             |
| 3                      | Recon            | Skull            | Pinfall          | 5:18             |
| 4                      | Skull            | Sniper           | Pinfall          | 6:30             |
| 5                      | 8-Ball           | The Interrogator | Pinfall          | 8:50             |
| 6                      | Sniper           | Crush            | Pinfall          | 9:46             |
| 7                      | Crush            | The Interrogator | Pinfall          | 9:46             |
| Sopravvissuto:         | The Interrogator | The Interrogator | The Interrogator | The Interrogator |

#### 3° match
| Ordine di eliminazione | Wrestler            | Eliminato da        | Metodo              | Tempo               |
| ---------------------- | ------------------- | ------------------- | ------------------- | ------------------- |
| 1                      | Steve Blackman      | N/A                 | Countout            | 5:16                |
| 2                      | Jim Neidhart        | Vader               | Pinfall             | 6:53                |
| 3                      | Phil Lafon          | Vader               | Pinfall             | 8:28                |
| 4                      | Marc Mero           | Doug Furnas         | Pinfall             | 11:18               |
| 5                      | Goldust             | N/A                 | Countout            | 16:26               |
| 6                      | Doug Furnas         | Vader               | Pinfall             | 16:54               |
| 7                      | Vader               | The British Bulldog | Pinfall             | 17:05               |
| Sopravvissuto:         | The British Bulldog | The British Bulldog | The British Bulldog | The British Bulldog |

#### 4° match
| Ordine di eliminazione | Wrestler      | Eliminato da  | Metodo        | Tempo        |
| ---------------------- | ------------- | ------------- | ------------- | ------------ |
| 1                      | Hawk          | Rocky Maivia  | Pinfall       | 2:09         |
| 2                      | Faarooq       | Ahmed Johnson | Pinfall       | 4:53         |
| 3                      | Ahmed Johnson | Rocky Maivia  | Pinfall       | 6:09         |
| 4                      | Kama Mustafa  | Animal        | Pinfall       | 10:44        |
| 5                      | Animal        | N/A           | Countout      | 14:12        |
| 6                      | D'Lo Brown    | Ken Shamrock  | Sottomissione | 16:54        |
| 7                      | Rocky Maivia  | Ken Shamrock  | Sottomissione | 20:28        |
| Sopravvissuto:         | Ken Shamrock  | Ken Shamrock  | Ken Shamrock  | Ken Shamrock |